# Петренко Іван Діонісійович
Іван Діонісійович Петренко (нар. 3 серпня 1897 — пом. 23 листопада 1921, містечко Базар, Базарська волость, Овруцький повіт, Волинська губернія) — хорунжий Армії УНР.

## Життєпис
Народився у с. Серби Могилівського повіту Подільської губернії. Українець. Селянин. Безпартійний.
В Армії УНР від початку 1919 р. до травня 1919 р., коли дезертирував до Червоної армії. Потрапивши у полон, був прикріплений до 19-го полку 7-ї бригади 3-ї Залізної дивізії. Інтернований у таборі міст Каліш та Пикуличі (Польща). Під час Другого Зимового походу — хорунжий 4-ї Київської дивізії.
Брав участь у бою під Малими Міньками, і будучи пораненим, потрапив у полон 17 листопада 1921 р. коло с. Звіздаль. Розстріляний 23 листопада у м. Базар.
Реабілітований 12 березня 1998.

## Вшанування пам'яті
- Його ім'я вибите серед інших на Меморіалі Героїв Базару.